# Bere Regis
Bere Regis est une paroisse civile et un village du Dorset, en Angleterre.